# Scaptomyza reducta
Scaptomyza reducta är en tvåvingeart som först beskrevs av Hardy 1965.  Scaptomyza reducta ingår i släktet Scaptomyza och familjen daggflugor. Inga underarter finns listade i Catalogue of Life.